# Laurentius Wintera
Laurentius Wintera tschechisch Vavřinec Wintera OSB (* 8. Januar 1864 in Náchod, Bezirk Neustadt an der Mettau; † 28. Februar 1914 in Braunau, Bezirk Braunau) war ein böhmischer Benediktiner.

## Leben
Laurentius Wintera studierte Katholische Theologie in Prag. Nach der Profess 1885 und der Priesterweihe 1888 war er Katechet am Gymnasium des Stifts Braunau, zu dessen Prior er später berufen wurde. Zudem wirkte er als Stiftshistoriker sowie als Konservator für den Bezirk Braunau.

## Schriften
- Memoria Subrupensis Patris Coelestini Hostlovský. In: SMGB 1 (1880) 110–142; 11 (1890) 613–632.
- Die Benediktinerabtei Břevnov-Braunau in der Zeit der ersten zwei Schlesischen Kriege 1740–1746. In: SMGB 10 (1889) 17–36, 184–201, 422–453, 578–626.
- Geschichte der protestantischen Bewegung in Braunau nach Archivquellen. In: MVGDB 31 (1893) 103–128 Digitalisat; 32 (1894) 13–32; Sep. Prag 1893.
- Geschichtsbild der Stadt Braunau und des Schulbezirkes Braunau. Digitalisat, Braunau 1894, 3–114, OCLC 78536521.
- Die Kulturtätigkeit Braunaus im Mittelalter. In: SMGB 16 (1895) 21–34, 237–243, 408–414.
- Eine Stätte alter Benediktinerkultur. Kloster Sazava in Böhmen In: SMGB 16 (1895) 556–574.
- Die 900jährige Gedächtnisfeier des Martyriums des hl. Adalbert OSB. In: SMGB 18 (1897) 344–350.
- Michael Willmann, ein Zisterzienser-Maler des 17. Jahrhunderts. In: SMGB 18 (1897) 477–484.
- Die ersten Anfänge des Benediktinerstiftes Braunau in Böhmen. In: SMGB 22 (1901) 320–334, 525–546.
- Das älteste Braunauer Stadtbuch vom Jahre 1403, Braunau 1904.
- Leubus in Schlesien. In: SMGB 25 (1904) 502–514.
- Zur Geschichte Braunaus in der Zeit der Luxemburger 1336–1419. In: MVGDB 44 (1906) 321–336.
- Der Dreißigjährige Krieg in seinen Motiven und Folgen für das katholische Volk kurz dargelegt. Warnsdorf 1906, OCLC 1075594212.
- Politische Schicksale des Stiftslandes Braunau im Mittelalter. In: MVGDB 45 (1907).
- Historische Denkmale in Braunau (Böhmen): Mitt. d. k.k. Zentralkomm. f. Erforsch, d. Kunst- und historischen Denkmale 9 (Wien 1910).
- Aus dem Pechbuch der Stadt Braunau 1570–1631. In: MVGDB 50 (1911) 131ff., 286ff., 406ff.
- Kirchengeschichte für die Katholiken von Petrus bis Pius X. In: Haussegen. Familienbuch für das katholische Volk, München 1912, OCLC 238807510.
- Die Benediktinerabtei Břevnov-Braunau in der Zeit des 3. Schlesischen Krieges. In: SMGB 35 (1914) 439–463, 586–606.
- Aus der alten Braunauer Tuchmacherzunft. In: Riesengebirgs-Jahrbuch 13 (1914).